# Rodrigo Muñoz
Rodrigo Martín Muñoz Salomón est un footballeur uruguayen né le 22 janvier 1982 à Montevideo. Il évolue au poste de gardien de but au Club Guaraní.

## Biographie

### En club
Rodrigo Munoz commença sa carrière professionnelle en Uruguay au CA Cerro où il y passe huit ans. En 2009, il signe pour le Club Nacional un des clubs phares du pays avec lequel il remporta deux fois le championnat uruguayen en 2009 et 2011. 
Un an plus tard, il s'engagea dans le championnat paraguayen au sein du Club Libertad où il remporta 5 fois le championnat (2012, 2014, 2016 et 2017). Depuis 2019, il évolue avec le Cerro Porteño. 

### En sélection
Óscar Tabárez le convoque pour participer à la Coupe du monde 2014 au Brésil. Les uruguayens seront éliminés en huitièmes de finales par la Colombie sur un doublé de James Rodríguez.
Rodrigo Munoz participera ensuite à la Copa America 2015 où l'Uruguay sera éliminée en quarts-de-finale par le Chili, futur vainqueur de la compétition.

## Palmarès
- Championnat d'Uruguay :
  - Vainqueur : 2009, 2011.
- Championnat du Paraguay :
  - Vainqueur : 2012 (C), 2014 (A), 2014 (C), 2016 (A), 2017 (A).